# Villanova Monferrato
Villanova Monferrato (piemontiul: Vilaneuva Monfrà) település Olaszországban, Piemont régióban, Alessandria megyében. Lakosainak száma 1718 fő (2023. január 1.). Villanova Monferrato Balzola, Caresana, Motta de' Conti, Rive, Casale Monferrato és Stroppiana községekkel határos.

## Népesség
A település lakossága az elmúlt években az alábbi módon változott:
| Lakosok száma | 1873 | 1845 | 1718 |
|               | 2017 | 2018 | 2023 |